# Lijst van bisschoppen van Trivento
Hier volgt een lijst van bisschoppen van Trivento.
Reeds in de 4e eeuw zou er een bisschop in het bisdom Trivento zijn geweest.
- 290–304: Heilige Casto di Larino (St. Castus)
- 390: Ferdinand van Milaan
- 487–?: Costanzo
- 494–?: Respetto
- 495–?: Lorenz
- 496–?: Siracusio
- 498–?: Savino
- 501–? Propinquo
- 743–?: Grigo
- 768–?: Valeriano
- 826–?: Paolo
- 853–?: Crescenzio
- 861–887: Dominicus Trive, of Trivensis
- 946–947: Leo
- 1001–1015: Gaydulfo, of Lindulf
- 1084–1119: Alferio
- 1160–?: Johannes
- 1176: Rao
- 1189: Ponzio
- 1226–1237: Tommaso
- 1240: Riccardo
- 1256: Nicola
- 1265: Odorico
- 1266 – 1290: Luca
- 1266–?: Pace
- 1290–1315: Giacomo I
- 1326–1344: F. Natibene
- 1344–1348: Giordano Curti
- 1348–1356: Pietro Dell'Aquila
- 1356–1368: F. Guglielmo M. Farinerio
- 1370–1379: Francesco De Ruberto
- 1379–1387: Ruggiero De Carcasiis
- 1387–1409: Pietro Ferillo
- 1409: Giacomo II
- 1431–1433: Giovanni
- 1447? 1455?: Giacomo De Terziis
- 1472: Tommaso Carafa
- 1499–1505: Leonardo Corbera
- 1506: Manfredo Camofilo
- 1523–1531: Tommaso Caracciolo
- 1527–1567: Matteo Grifonio
- 1582: Giulio Cesare Mariconda
- 1607–1621: Pietro Bisnetti
- 1623–1629: Girolamo Costanzo
- 1630–1631: Martín de León Cárdenas, O.S.A.
- 1633–1644: Carlo Scaglia
- 1647–1649: Giovanni Capaccio
- 1652–1653: Giovanni De La Cruz
- 1655–1660: Giovanni Battista Ferrucci
- 1660–1665: Vincenzo Lanfranchi
- 1666: Ambrosio Piccolomini
- 1679–1684: Diego Butsamanne
- 1684–1715: F. Antonius Tortorelli
- 1717–1735: Alfonso Mariconda
- 1736–1752: Fortunato Palumbo
- 1754–1756: Giuseppe Carafa Spinola
- 1757–1771: Giuseppe Pitocco
- 1772–1791: Gioacchino Paglione
- 1792–1819: Luca Nicola De Luca
- 1819–1821: Bernardino Avolio
- 1822–1826: Giovanni De Simone
- 1827–1830: Michele Arcangelo Del Forno
- 1832–1836: Antonio Perchiacca
- 1837–1854: Benedetto Terenzio
- 1854–1887: Luigi Agazio
- 1887–1891: Daniele Tempesta
- 1892–1897: Giulio Vaccaro
- 1897–1913: Carlo Pietropaoli
- 1914–1921: Antonio Lega
- 1923–1926: Geremia Pascucci
- 1928–1931: Attilio Adinolfi
- 1932–1937: Giovanni Giorgis
- 1937–1957: Epimenio Giannico
- 1958–1966: Pio Augusto Crivellari, O.F.M.
- 1975–1977: Enzio d’Antonio
- 1978–1984: Antonio Valentini
- 1985–2005: Antonio Santucci
- 2005–heden: Domenico Angelo Scotti